# 貝斯納科比拉山
贝斯纳科比拉山是塞爾維亞的山峰，位於該國東南部普奇尼亞区，處於弗拉涅以東35公里，每年平均降雨量1,026毫米，山上設有滑雪場。